# Руски и съветски паметници в Габровска област
| Снимка | Описание/дати стар стил | Надпис | Местоположение | Местоположение |
| ------ | --- | --- | -------------- | --- |
|        | Паметник на генерал Фьодор Радецки 1820 – 1890 | ГЕН. Ф. РАДЕЦКИ 1820 – 1890 | Габрово        | Намира се от южната част на църква „Успение на Пресвета Богородица“ 42°52′16.3″ с. ш. 25°19′10.6″ и. д. / 42.871194° с. ш. 25.319611° и. д.                                                                                |
|        | Братска могила на 16 офицери и 465 нисши чинове от 14-та пехотна дивизия, загинали от 9 август до 28 декември 1877 г. в Руско-турската освободителна война                                                                                          | Братская могила Русскимъ войнамъ павшимъ при защитҧ Шипкинскаго перевала съ 9го Августа по 28 Декабря 1877 года. 14 пҧхотной дивизiи Офицеровъ 16. Нижнихъ чиновъ 465. Въ память героямъ товарищамъ. | Габрово        | Намира се от северната страна на църквата „Успение на Пресвета Богородица“ 42°52′17.3″ с. ш. 25°19′11.4″ и. д. / 42.871472° с. ш. 25.319833° и. д.                                                                         |
|        | Надгробна плоча на майор Александър Молоствов от 35-ти Брянски полк, тежко ранен в бедрото на 11 август и починал на 13 август 1877 г. | 35-го Брянскаго полка Маiоръ Александрь Молоствовъ раненъ 11 умеръ 13 Августа 1877 года. Миръ праху твоему добрый товарищъ! | Габрово        | Намира се от северната страна на църквата „Успение на Пресвета Богородица“ 42°52′17.3″ с. ш. 25°19′11.4″ и. д. / 42.871472° с. ш. 25.319833° и. д.                                                                         |
|        | Надгробна плоча на поручик Фьодор Зенкович от 2-ра батарея на 9-та артилерийска бригада, тежко ранен на 11 август и починал от раните на 13 август 1877 г.                                                                                          | 1-ой Батар. 9-ой Артиллерийской бригадый Поручикъ Зеньковичъ убитъ 11го Августа 1877 года При оборонҧ Шипки. Миръ праху твоему добрый товарищъ! | Габрово        | Намира се от северната страна на църквата „Успение на Пресвета Богородица“ 42°52′17.3″ с. ш. 25°19′11.4″ и. д. / 42.871472° с. ш. 25.319833° и. д.                                                                         |
|        | Паметник на капитан Михаил Александрович Андреев и прапорщик Всеволод Януариевич Кобилянский от 56-ти Житомирски полк, починали от рани на 15 и 16 август 1877 г.                                                                                   | 56 пҧхотнаго полка Житомирскаго полка Штабсъ Капитанъ АНДРѢЕВЪ и Прапорщикъ КОБИЛЯНСКIЙ. | Габрово        | Намира от южната страна на църквата „Успение на Пресвета Богородица“ 42°52′16.4″ с. ш. 25°19′11.6″ и. д. / 42.871222° с. ш. 25.319889° и. д.                                                                               |
|        | Надгробна плоча на подпоручик Всеволод Януариевич Кобилянский, батальонен адютант и командир на 8-ма рота от 56-ти Житомирски полк, тежко ранен в ръката и корема на 13 август и починал на 16 август 1877 г.                                       | Житомирскаго полка Всеволод Кобрiлянскiй. Умеръ отъ ранъ на Балканахъ 16 Августа 1877 г. на 21 году жизни. Съiну и боевому товарищу, отецъ. | Габрово        | Намира от южната страна на църквата „Успение на Пресвета Богородица“ 42°52′16.4″ с. ш. 25°19′11.6″ и. д. / 42.871222° с. ш. 25.319889° и. д.                                                                               |
|        | Надгробна плоча на подполковник Логин Павлович Бенецкий, командир на 5-та батарея от 9-та артилерийска бригада, убит при Кръглата батарея на 11 август 1877 г.                                                                                      | Логин Павловичъ Бенецкiй Командиръ 5ой батареи 9ой артилерсiйской бригадъi Подполковнiкъ и кавалеръ орд. Св. Стан. и Св. Анны и Св. Анны 2 степ. Убитъ 11 ого августа 1877 г. при защиты Шипки. Миръ праху твоему. | Габрово        | Намира от южната страна на църквата „Успение на Пресвета Богородица“ 42°52′16.4″ с. ш. 25°19′11.6″ и. д. / 42.871222° с. ш. 25.319889° и. д.                                                                               |
|        | Надгробна плоча на капитан Виктор Алексеевич Кливотов от 36-ти Орловски полк, починал от рани на 8 юли 1877 г. | Капитанъ 36 Пехотн. Орловскаго полка Викторъ Алексеевrчъ Клiвотовъ. Роднага 1836 году умеръ отъ ранъ полученныхъ при взятiи перевала Шипки 8 ого iула 1877 года. Миръ праху твоему православнъй воинъ. | Габрово        | Намира от южната страна на църквата „Успение на Пресвета Богородица“ 42°52′16.4″ с. ш. 25°19′11.6″ и. д. / 42.871222° с. ш. 25.319889° и. д.                                                                               |
|        | Надгробна плоча на корнет Александър Викторович Гарнер от 8-ми Лубенски хусарски полк, ординарец на генерал Радецки, убит на 28 декември 1877 г. | Александру Викторовичу Гарнеру Корнету гусарскаго полка Состоявшему ординарцем при генералъ Радецкомъ. Убитъ при взятiи въ плҧнъ турецкой армiи защитавшiи Шипкинскiй переваль 28 iй Декабрия 1877 год | Габрово        | Намира от южната страна на църквата „Успение на Пресвета Богородица“ 42°52′16.4″ с. ш. 25°19′11.6″ и. д. / 42.871222° с. ш. 25.319889° и. д.                                                                               |
|        | Паметник на подпоручик Томкович от 54-ти Мински полк, смъртоносно ранен на 16 декември 1877 г. на Волинския хълм | 54 пҧхотнаго Минскаго полка Подпоручикъ ТОМКОВИЧЪ. | Габрово        | Намира се на ул. „Ванче Михайлов“ (преместен от старите гробища) 42°52′14.3″ с. ш. 25°18′49.7″ и. д. / 42.870639° с. ш. 25.313806° и. д.                                                                                   |
|        | Паметник на подпоручик Папанинов от 55-ти Подолски полк, ранен на 28 декември 1877 г. и починал от раните | 55 пҧхотнаго Подольскаго полка Подпоручикъ ПАПАНИНОВЪ. | Габрово        | Намира се на ул. „Ванче Михайлов“ (преместен от старите гробища) 42°52′14.3″ с. ш. 25°18′49.7″ и. д. / 42.870639° с. ш. 25.313806° и. д.                                                                                   |
|        | Паметник на щабс-капитани Чижевский и Михау, поручици Клеванский и Белявин и прапорщик Андрионов от 56-ти Житомирски полк, убити на 28 декември 1877 г.                                                                                             | 56 пҧхотнаго Житомирскаго полка Щабсъ Капитанъ ЧИЖЕВСКIЙ Щабсъ Капитанъ МИХАУ Поручикъ Клеванскiй Поручикъ Бѣлявинъ Прапорщикъ Андрiоновъ | Габрово        | Намира се на ул. „Ванче Михайлов“ (преместен от квартал Синкевец) 42°52′14.3″ с. ш. 25°18′49.7″ и. д. / 42.870639° с. ш. 25.313806° и. д.                                                                                  |
|        | Паметник на капитан Бакеев от 56-ти Житомирски полк | 56 пҧхотнаго Житомирскаго полка Капитанъ БАКѢЕВЪ. | Габрово        | Намира се на ул. „Ванче Михайлов“ (преместен от старите гробища) 42°52′14.3″ с. ш. 25°18′49.7″ и. д. / 42.870639° с. ш. 25.313806° и. д.                                                                                   |
|        | Паметник на прапорщиците Краховецкий от 55-ти Подолски полк и Николаев от 56-ти Житомирски полк, починали от получените рани на 28 декември 1877 г.                                                                                                 | 55 пҧхотнаго Подольскаго полка Прапорщикъ КРАХОВЕЦКIЙ и 56 пҧхотнаго Житомирскаго полка Прапорщикъ НИКОЛАЕВЪ. | Габрово        | Погребани са в двора на девически манастир Благовещение Богородично, днес разрушен и превърнат в парка до Регионална библиотека „Априлов-Палаузов“ 42°52′16.9″ с. ш. 25°19′02.5″ и. д. / 42.871361° с. ш. 25.317361° и. д. |
|        | Братска могила на починали от рани и болести руски воѝни от 16 октомври 1877 г. до януари 1878 г.: от 93-ти Иркутски полк – 116 души, от 94-ти Енисейски полк – 55 души, от 95-ти Красноярски полк – 47души, от 24-та артилерийска бригада – 5 души | Въ памятъ Войнамъ 24-ой пехотной Дивизiи съ ея Артиллерiею, умершимъ отъ ранъ и болезней въ полковихъ и подвижнихъ дивизiонныхъ лазаретахъ 9, 14 и 24 пҧхотныхъ дивизiи с 16 Октабря 1877 года по Январъ 1878 года. 93-го пҧхотнаго Иркутскаго Его Императорскаго Высочества Великаго князя Георгiя Александровича полка 116 человҧкъ, 94-го пҧхотнаго Енисейскаго полка 55 человҧкъ, 95-го пҧхотнаго Красноярскаго полка 47 человҧкъ 24-ой Артиллерiйской бригады 5 человҧкъ | Габрово        | Намира се на ул. Петър Падалски в кв. Младост в старите гробища 42°52′59.1″ с. ш. 25°18′35.9″ и. д. / 42.883083° с. ш. 25.309972° и. д.                                                                                    |
|        | Надгробна плоча на щабс капитан Николай Иванович Гречишников от 9-та артилерийска бригада, убит на 1 септември 1877 г. на връх Свети Никола от турската мортирна арилерия                                                                           | ‡ 1ой батар. 9ой Артиллерiйской бригадъi Щабсъ Капитанъ ГРЕЧИШНИКОВЪ убитъ 1 Сентября 1877 года Миръ праху твоему добрый товарищь! | Габрово        | Намира се на ул. Петър Падалски в кв. Младост в старите гробища 42°52′59.1″ с. ш. 25°18′35.9″ и. д. / 42.883083° с. ш. 25.309972° и. д.                                                                                    |
|        | Надгробна плоча на майор Мариан Викентиевич Михайловский от 93-ти Иркутски полк, убит от вражески куршум на 5 ноември 1877 г. на връх Св.Никола | На семъ мҧстҧ покоится прахъ Маiора 93-го пҧхотнаго Иркутскаго Его Императорскаго Высочества Великого Княза Георгiа Александровича полка Марiана Викентьевича Михайловскаго. Убитый при оборонҧ Шипкинскаго перевала на горҧ Св.Николая 6 Ноября 1877 год. „Миръ праху Твоему“ | Габрово        | Намира се на ул. Петър Падалски в кв. Младост в старите гробища 42°52′59.1″ с. ш. 25°18′35.9″ и. д. / 42.883083° с. ш. 25.309972° и. д.                                                                                    |
|        | Надгробна плоча на прапорщик Владимир Рудолфович фон Пфейлицер-Франк от 93-ти Иркутски полк, убит на 26 ноември 1877 г. на връх Св.Никола | На семъ месте покоится прахъ Прапорщика 93-го пҧхотнаго Иркутскаго Его Императорскаго Высочества Великаго князя Георгiя Александровича полка Владимира Рудольфовича Фонъ Пфейлицеръ-Франкъ. Убитыи при оборонҧ Шипкинского перевала на гор. Св. Николая 26го Ноября 1877 год „Миръ праху Твоему“ | Габрово        | Намира се на ул. Петър Падалски в кв. Младост в старите гробища 42°52′59.1″ с. ш. 25°18′35.9″ и. д. / 42.883083° с. ш. 25.309972° и. д.                                                                                    |
|        | Братска могила на погребани в града руски воѝни, загинали в Руско-турската война 1877 – 1878 г. | Въ память на загиналитѣ и погребани въ г. Дрѣново руски войници за освобождението на България презъ Руско-турската война въ 1877 – 1878 г. † Признателна България. | Дряново        | Издигнат е през 1930 г. Намира се на кръстовището на улиците „Трети март“ и „Васил Левски“ 42°58′52.6″ с. ш. 25°28′35.4″ и. д. / 42.981278° с. ш. 25.4765° и. д.                                                           |
|        | Надгробен паметник на подпоручик Митрофан Марков от 9-ти Староингерманландски полк, починал от тиф на 17 септември 1877 г. | Братская память боевыхъ товарищей 3 пѣхотной дивизiи 9го Староингерманландскаго полка подпоручику Митрофану Маркову павшему жертвой тифа при городѣ Селвiи 17 сентября 1877 года | Севлиево       | Намира се в двора до олтара на църквата „Света Троица“ 43°01′40.3″ с. ш. 25°06′08.9″ и. д. / 43.027861° с. ш. 25.102472° и. д.                                                                                             |
|        | Гробница на хорунжий Григорий Васильев Гурбанов и казаците Павел Зенцов и Харитон Месякин от 30-ти Донски казашки полк, убити на 13 юли 1877 крей селата Сотево и Залково (днес обединени в с.Славяни)                                              | | Севлиево       | Намира се в двора до олтара на църквата „Света Троица“ 43°01′40.3″ с. ш. 25°06′08.9″ и. д. / 43.027861° с. ш. 25.102472° и. д.                                                                                             |
|        | Гробница на 4 нисши чина от 35-ти Брянски полк, убити на 19 юли 1877 г. при Ловеч | 35 пѣхотнаго Брянскаго полка, нижнихъ чиновъ 4 человека убиты подъ Ловчей 19 Iюля 1877 года | Севлиево       | Намира се в двора до олтара на църквата „Света Троица“ 43°01′39.9″ с. ш. 25°06′08.6″ и. д. / 43.02775° с. ш. 25.102389° и. д.                                                                                              |

| Снимка | Название на български език | Название на руски език | Местоположение   | Описание |
| ------ | --- | --- | ---------------- | --- |
|        | „Големият“ руски паметник на Шипка | ВЪ ЦАРСТВОВАНИIЕ РОССIЙСКАГО ИМПЕРАТОРА АЛЕКСАНДРА II 7-го Iюля 1877 года занятiе Шипкинскаго перевала подъ начальствомъ Генераль Адьютанта Гурко, 28-го Декабря 1877 года плѣнъ турецкой армiи, Генераль-Адьютантъ Князь Святополкъ-Мирскiй и Генераль-Лейтенантъ Скобелевъ, подъ главнымъ начальствомъ Генераль Лейтенанта Радецкаго. Въ дѣлахъ и бояхъ участвовали: Елецкiй, Сѣвскiй, Брянскiй, Орловскiй, Волiьнскiй, Минскiй, Подольскiй, Житомирскiй, Владимирскiй, Суздальскiй, Углицкiй, Казанскiй, Иркутскiй, Енисейскiй, Красноярскiй, Ярославскiй, Шуйскiй, Коломенскiй и Серпуховскiй пѣх. полки. 9-ой, 11, 12, 13, 14, 15 и 16 стрѣлковые баталiоны и двѣ роты 7-го пластунскаго батальона Кубанскаго казачьяго войска. 1-ая, 2, 3, 4, 5, 6, и 10 пѣшiя Болгарскiя бружины. Лейбъ-драгунскiй Московскiй ЕГО ВЕЛИЧЕСТВА и С-Петербургскiй уланскiй полки. Донскiе казачьи полки №№ 1-й, 9, 21, 23, 26 и 30. Уральская казачья сотня. 9-я и 14 арт. бригады, 1-я и 2 батареи 24 арт. бригады и 3-я батареи 2-й бригады, 2-я горная пѣшая батарея и два орудiя донской конно-арт. №10 батареи. Пять ротъ 2-го, 4 и 5 сапёрныхъ бат., два отдѣленiя 2-го полеваго инженернаго парка и одно отдѣленiе 3-го военно-телеграфнаго парка. | Шипченски проход | Построен е през 1879 г. Намира се при Стоманената батарея 42°44′59.1″ с. ш. 25°19′34.1″ и. д. / 42.74975° с. ш. 25.326139° и. д. |
|        | Паметник на свободата на връх Шипка | НА БОРЦИТѢ ЗА СВОБОДАТА ШИПКА ШЕЙНОВО СТАРА-ЗАГОРА | Шипченски проход | Намира се на връх Свети Никола 42°44′52.8″ с. ш. 25°19′17.4″ и. д. / 42.748° с. ш. 25.3215° и. д. |
|        | Метален осмоконичен кръст в памет на загиналите български опълченци на Орлово гнездо | няма | Шипченски проход | Намира се в местността Орлово гнездо 42°44′47.4″ с. ш. 25°19′21″ и. д. / 42.7465° с. ш. 25.3225° и. д. |
|        | Братска могила на 45 руски воини от 55-ти Подолски полк, загинали на 28 декември 1877 г. | Братскаѧ могила 45ти нижнимъ чинамъ 55 Подольскаго полка павшихъ въ бою 28 Декабрѧ 1877 года Въ памѧть героѧмъ товарищамъ | Шипченски проход | Намира се 300 м. южно от местността Орлово гнездо 42°44′36.8″ с. ш. 25°19′25.1″ и. д. / 42.743556° с. ш. 25.323639° и. д. |
|        | Паметник на прапорщик Йосиф Алехнович от 56-ти Житомирски полк, убит на 28 декември 1877 г. | 55 пҧхотнаго Подольского полка Прапорщикъ Алехновичъ | Шипченски проход | Намира се южно от местността Орлово гнездо 42°44′45″ с. ш. 25°19′20.7″ и. д. / 42.745833° с. ш. 25.322417° и. д. |
|        | Паметник на мястото, където е убит геройски флигел-адютант княз Емануил Николаевич Мешчерский на 5 септември 1877 г. | На этомъ мҧсте палъ смертью героевъ Флигель Адъютантъ Князь Эмануилъ Николаевичъ Мещерскiй 5 Сентября 1877 г. | Шипченски проход | Намира се при Голямата батарея на връх Свети Никола 42°44′54.1″ с. ш. 25°19′13.6″ и. д. / 42.748361° с. ш. 25.320444° и. д. |
|        | Братска могила на полковник Емануил Мешчерский от 14-та артилерийска бригада; поручик Емелян Василиевич Годило-Годлевский и подпоручик Иван Иванович Сапожков от 53-ти Волински полк и 314 нисши чина от 9 пехотна дивизия, загинали при защитата на Шипченския проход от 9 август до 28 декември 1877 г. | ‡ БРАТСКАЯ МОГИЛА Русскимъ войнамъ павшимъ при защитҧ Шипкинского перевала с 9го Августа по 28 Декабря 1877 года. 14 Артиллерьйской бригады Полковникъ КНЯЗЬ МЕЩЕРСКIЙ 9 пҧхотной дивизiи Поручикъ ГОДИЛО-ГОДЛЕВСКIЙ подпоручикъ САПОЖКОВЪ Нижнихъ чиновъ 314 | Шипченски проход | Намира се в местността Моравата, северно от връх Свети Никола 42°44′57.8″ с. ш. 25°19′20.1″ и. д. / 42.749389° с. ш. 25.32225° и. д. |
|        | Надгробен паметник на прапорщици Даценко и Димитриев от 36-ти Орловски полк, полковник Климантович и капитан Шепелев от 13-ти стрелкови батальон, есаул Александър Аверянович Башталин от 7-ми пластунски полубатальон и 28 нисши чина, убити и обезглавени на 5 и 6 юли 1877 г. | Въ память русскихъ войновъ 36 пѣхотнаго Орловскаго полка и 4ой стрѣлковой бригады погибшихъ въ атакѣ Шипкинскаго перевала и гори в.Николя, ...... головы которыхъ отрезаный турками, погребеныхъ при памятникомъ. 36 Орл. п. Прапорщики Даценко и Дьмитрiевъ, 13 стрѣлк. бат. Полк. Климантовичъ и Кап. Щепелевъ, Пластунск. бат. Эсаулъ Баштанный, Нижнихъ чиновъ 28 человѣкъ. | Шипченски проход | Намира се в местността Руско гробище, до Стоманената батарея 42°45′00.8″ с. ш. 25°19′30.3″ и. д. / 42.750222° с. ш. 25.325083° и. д. |
|        | Братска могила на 4-та стрелкова бригада на убитите на 6 юли 1877 г. полковник Аполинарий Андреевич Климантович, капитан Василий Василиевич Шепелев и 29 стрелци; при отбиването на атаките на 11, 12, 13 и 14 август 1877 г. щабс капитан Червинский, поручици Вознесенский и Дюков, подпоручик Кантемиров, прапорщик Туров и 115 стрелци; при отбиване атаката на 5 септември 8 стрелци; при атаката на 27 и 28 декември щабс капитан Володкевич, поручици Чеканов и Нечай, подпоручици Казанский и Тимофеев и 78 стрелци. | 4ая Стрҧлковая Бригада товарищамъ павшимъ при атакҧ и оборонҧ Шипкинскаiо перевала съ 6го Iюля по 28 Декабря 1877 года. 4ой Стрҧлковой Бригады при атакҧ перевала 6-го юля убиты: Полковникъ КЛИМАНТОВИЧЪ, Капитанъ ШЕПЕЛЕВЪ и 29 Стрҧлковъ. При отбитiи атакъ 11, 12, 13 и 14 Августа Штабсъ-Капитанъ ЧЕРВИНСКIЙ, Поручики ВОЗНЕСЕНСКIЙ и ДЮКОВЪ, Подпоручикъ КАНТЕМIРОВЪ, Прапорщикъ ТУРОВЪ и 115 Стрҧлковъ. При отбитiи атаки 5го Сентября убитҧ 8 Стрҧлковъ, при атакҧ 27 и 28 Декабря Штабсъ-Капитанъ ВОЛОДКЕВИЧЪ, Поручики ЧЕКАНОВЪ и ГРУЗЕВИЧЪ НЕЧАЙ, Подпоручики КАЗАНСКIЙ и ТИМОФѢЕВЪ и 78 Стрҧлковъ | Шипченски проход | Намира се в местността Руско гробище, до Стоманената батарея 42°45′00.5″ с. ш. 25°19′30.9″ и. д. / 42.750139° с. ш. 25.32525° и. д. |
|        | Надгробен паметник на капитан Александър Иванович Брянцев от 35-ти Брянски полк, убит на 11 август 1877 г. | ‡ 35го Брянскаго полка Капитанъ Александрь Ивановичъ БРЯНЦЕВЪ убитъ 11го Августа 1877 года Миръ праху твоему добрый товарищъ | Шипченски проход | Намира се в местността Руско гробище, до Стоманената батарея 42°45′00.5″ с. ш. 25°19′30.3″ и. д. / 42.750139° с. ш. 25.325083° и. д. |
|        | Надгробен паметник на прапорщик Алберт Едмунд барон Хойнинен Фон-Гюне от 35-ти Брянски полк, убит на 11 август 1877 г. | ‡ 35го Брянскаго полка Прапорщикъ Альбертъ Эдмунд Баронъ Гойниненъ ФОНЪ-ГЮНЕ убитъ 11го Августа 1877 года Миръ праху твоему добрый товарищъ | Шипченски проход | Намира се в местността Руско гробище, до Стоманената батарея 42°45′00.5″ с. ш. 25°19′30.3″ и. д. / 42.750139° с. ш. 25.325083° и. д. |
|        | Надгробен паметник на прапорщици Евгений Даценко и Николай Дмитриев от 36-ти Орловски полк, жестоко убити с отрязани глави на 5 юли 1877 г. | ‡ 36го Орловскаго полка Прапорщи- ки ЕВГЕНIЙ ДАЦЕНКО и НИКОЛАЙ ДМИТРIЕВЪ убиты 5 Iюля 1877 года при взятiи Шипки и головы ихъ зверски отрезаны | Шипченски проход | Намира се в местността Руско гробище, до Стоманената батарея 42°45′00.5″ с. ш. 25°19′30.3″ и. д. / 42.750139° с. ш. 25.325083° и. д. |
|        | Надгробен паметник на подпоручик Николай Алексеевич Кантимиров от 13-ти стрелкови батальон, починал на 14 август 1877 г. | ‡ 13го Стрелковаго батальона Подпоручикъ Николай КАНТИМIРОВЪ раненъ 13 умеръ 14 Августа 1877 года | Шипченски проход | Намира се в местността Руско гробище, до Стоманената батарея 42°45′00.5″ с. ш. 25°19′30.3″ и. д. / 42.750139° с. ш. 25.325083° и. д. |
|        | Надгробен паметник на подпоручик Николай Александрович Вознесенский от 14-ти стрелкови батальон, убит на 13 август 1877 г. | ‡ 14-го Стрелковаго батальона Поручикъ НИКОЛАЙ ВОЗНЕСЕНСКIЙ убитъ 13 Августа 1877 года | Шипченски проход | Намира се в местността Руско гробище, до Стоманената батарея 42°45′00.5″ с. ш. 25°19′30.3″ и. д. / 42.750139° с. ш. 25.325083° и. д. |
|        | Надгробен паметник на прапорщик Валдемар Скородинский от 35-ти Брянски полк, убит на 11 август 1877 г. | ‡ 35го Брянскаго полка Прапорщикъ ВОЛЬДЕМАРЪ СКОРОДИНСКIЙ убитъ 11го Августа 1877 года Миръ праху твоему добрый товарищъ | Шипченски проход | Намира се в местността Руско гробище, до Стоманената батарея 42°45′00.5″ с. ш. 25°19′30.3″ и. д. / 42.750139° с. ш. 25.325083° и. д. |
|        | Братска могила на загиналите в периода от 9 август до 28 декември 1877 г. от 35-ти Брянски полк майор Молоствов, капитан Брянцев, прапорщици Гюне, Герасимовский и Скородинский и 375 нисши чина; от 36-ти Орловски полк капитан Клиентов, прапорщици Даценко и Дмитриев, щабс капитан Гришанов и 482 нисши чина; от 9-та артилерийска бригада подполковник Бенецкий, щабс капитани Гречишников и Тишинский, поручик Зенкович и 35 нисши чина                                                                                | БРАТСКАЯ МОГИЛА Въ память героямъ товарищамъ павшимъ при защита Шипкинскаго перевала съ 9го Августа по 28 Декабря 1877 года 35го Брянскаго полка Маiоръ МОЛОСТВОВЪ, Капитанъ БРЯНЦЕВЪ, Прапорщики ГЮНЕ, ГЕРАСИМОВСКIЙ и СКОРОДИНСКIЙ, нижнихъ чиновъ 375, 36го Орловскаго полка Капитанъ КЛIЕНТОВЪ, Прапорщики ДАЦЕНКО и ДМИТРIЕВЪ, Штабсъ-Капитанъ ГРИШАНОВЪ, нижнихъ чиновъ 482 9ой Артиллерьйской бригады Полковникъ БЕНЕЦКIЙ, Штабсъ-Капитанъ ГРЕЧИШНИКОВЪ и ТИШИНСКIЙ, Поручикъ ЗЕНЬКОВИЧЪ, нижнихъ чиновъ 35 | Шипченски проход | Намира се до хотел-ресторант „Шипка“ 42°45′17.5″ с. ш. 25°19′06.7″ и. д. / 42.754861° с. ш. 25.318528° и. д. |
|        | Паметник на щабс-капитан Аркадий Гришанов командир на 6-та рота от 36-ти Орловски полк, убит на 11 август 1877 г. | 36-го Орловскаго полка Щабс-Капитанъ Аркадий Гришановъ убитъ при обороне Шипки 11-го Августа 1877 года. Миръ праху твоему добрый товарищъ! | Шипченски проход | Намира се на 200 м североизточно от хотел-ресторант „Шипка“ в двора на почивна станция 42°45′21.3″ с. ш. 25°19′13.8″ и. д. / 42.755917° с. ш. 25.3205° и. д.                                                                                       |
|        | Братска могила на 276 руски войни от 14-та пехотна дивизия, загинали при отбраната на Шипка (Според стара руска карта вероятно 276 артилеристи) | В района на почивната станция са погребани 276 руски воини в боевете на Шипка | Шипченски проход | Намира се на 200 м североизточно от хотел-ресторант „Шипка“ в двора на почивна станция 42°45′21.3″ с. ш. 25°19′13.8″ и. д. / 42.755917° с. ш. 25.3205° и. д.                                                                                       |
|        | Паметник на майор Павел Николаевич Попов, командир на 5-та опълченска дружина, сражавала се на това място на 9 – 12 август 1877 г. | МАЙОРЪ ПАВЕЛЪ НИКОЛАЕВИЧЪ ПОПОВЪ командиръ на 5-та дружина 9 – 12 августъ 1877 г. тукъ се е сражавала 5-та дружина отъ БЪЛГАРСКОТО ОПЪЛЧЕНИЕ възигнатъ отъ плѣвенскитѣ имъ другари за споменъ вѣчни врѣмена | Шипченски проход | Построен е през 1909 г. от плевенските опълченци-ветерани. Намира се на 0.4 м югоизточно от Кръглата батарея, вляво до пътя за Шипка, в местността Торищата, при къмпинга 42°45′29.1″ с. ш. 25°19′25.6″ и. д. / 42.758083° с. ш. 25.323778° и. д.  |
|        | Паметник на подполковник Павел Петрович Калитин, командир на 3-та опълченска дружина (убит при Стара Загора на 19 юли 1877 г.), сражавала се на това място на 9 – 12 август 1877 г. | подполковникъ ПАВЕЛЪ ПЕТРОВИЧЪ КАЛИТИНЪ командиръ на 3-та дружина убитъ подъ Стара Загора на 19 юли 1877 г. 9 – 12 августъ 1877 г. тукъ се е сражавала 3-та дружина отъ БЪЛГАРСКОТО ОПЪЛЧЕНИЕ въздигнатъ по инициативата на плѣвенскитѣ имъ другари съ иждивението на родолюбивия плѣвенски гражданинъ ДИМИТРЪ КОСТАНТИНОВЪ | Шипченски проход | Построен е през 1909 г. от плевенските опълченци-ветерани. Намира се на 0.3 км югоизточно от Кръглата батарея, вдясно до пътя за Шипка, в местността Торищата, при къмпинга. 42°45′27.2″ с. ш. 25°19′19″ и. д. / 42.757556° с. ш. 25.321944° и. д. |
|        | Паметник на поручик Сергей Гаврилович Коко командващ 2-ра рота от 55-ти Подолски полк, убит на 13 август 1877 г. | 55 пехотнаго Подольскаго полка Подпоручикъ КОКО | Шипченски проход | Намира се в местността Торищата, при къмпинга 42°45′29.7″ с. ш. 25°19′25.1″ и. д. / 42.75825° с. ш. 25.323639° и. д. |
|        | Паметник на майор Мечислав Загоровский от 55-ти Подолски полк, убит на 28 декември 1877 г. | 55 пехотнаго Подольскаго полка Маiоръ Мечеславъ Загоровскiй | Шипченски проход | Намира се в местността Кадийска стена (Жълтата иглика, Райската долина), по стария път за Шипка 42°46′09.2″ с. ш. 25°18′26.1″ и. д. / 42.769222° с. ш. 25.30725° и. д.                                                                             |
|        | Братска могила на загинали и починали от рани руски воини от 24-та пехотна дивизия и 24-та артилерийска бригада от 21 октомври до 22 декември 1877 г. при отбраната на Шипченския проход: от 93-ти Иркутски полк – 195 души, от 94-ти Енисейски полк – 227 души, от 95-ти Красноярски полк – 151 души, от 1-ва и 2-ра батареи на 24-та артилерийска бригада – 4 души | 24-ой пехотной дивизiи съ ея артиллерiею. Войнамъ убитымъ, умершимъ отъ ранъ и погибшимъ при обороне Шипкинскаго перевала с 21-го Ноябряпо 22 Декабря 1877 года. 93-го пҧхотнаго Иркутскаго Его Императорскаго Высочества Великаго князя Георгiя Александровича полка 195 человҧкъ, 94-го пҧхотнаго Енисейскаго полка 227 человҧкъ, 95-го пҧхотнаго Красноярскаго полка 151 человҧкъ 1-ой и 2-ой батареи 24-ой Артиллерiйской бригады 4 человҧка | Шипченски проход | Намира се в местността Руски гробища (Бивака, Лагера,) по стария път за Шипка 42°46′56.2″ с. ш. 25°18′37″ и. д. / 42.782278° с. ш. 25.310278° и. д.                                                                                                |
|        | Паметник на щабс-капитан Евгений Барановский от 55-ти Подолски полк, ранен на 5 септември 1877 г. и починал от раните си в подвижния лазарет | 55 пҧхотнаго Подольскаго полка Штабсъ-Капитанъ БАРАНОВСКIЙ | Шипченски проход | Намира се в местността Руски гробища (Бивака, Лагера) по стария път за Шипка 42°46′56.5″ с. ш. 25°18′36.7″ и. д. / 42.782361° с. ш. 25.310194° и. д.                                                                                               |
|        | Паметник на подпоручик Ераст Кронович, убит на 5 септември и прапорщиците Илин и Аносов от 55-ти Подолски полк, убити на 28 декември 1877 г. | Подпоручикъ КРОНОВИЧЪ Прапорщикъ ИЛЬИНЪ Прапорщикъ АНОСОВЪ | Шипченски проход | Намира се в местността Руски гробища (Бивака, Лагера) по стария път за Шипка 42°46′56.5″ с. ш. 25°18′36.7″ и. д. / 42.782361° с. ш. 25.310194° и. д.                                                                                               |
|        | Братска могила на руски нисши чинове, загинали по време на Шипченската епопея. (Според стара руска карта вероятно 175 артилеристи) | Гробница на зверски избитите от отоманските пълчища герои братя руснаци във освободителната война 1877-1878 г | Шипченски проход | Намира се на склона северно от местността Руски гробища (Бивака, Лагера) по стария път за Шипка 42°47′20.1″ с. ш. 25°18′29.6″ и. д. / 42.788917° с. ш. 25.308222° и. д.                                                                            |
|        | Братска могила на поручик Орест Прокопович, щабс-капитан Александър Бандровский от 55-ти Подолски полк, прапорщик Частухин от 56-ти Житомирски полк, щабс-капитан Пестов от 14-та артилерийска бригада, убити на 5 септември 1877 г. и 324 нисши чина | Русскимъ войнамъ павшимъ при защита Шипкинскаго перевала съ 9го Августа по 28 Декабря 1877 года 14 пҧхотной Дивизiи поручикъ ПРОКОПОВИЧЪ, Штабсъ-Капитанъ БАНДРОВСКIЙ, Прапорщикъ ЧАСТУХИНЪ, 14 Артиллерьйской бригады Штабсъ-капитанъ ПЕСТОВЪ, Нижнихъ чиновъ 324 | Шипченски проход | Намира се в местност Гроба, близо до Червения завой на пътя Габрово – Шипка, на мястото на полевия лазарет 42°48′20.4″ с. ш. 25°19′13.7″ и. д. / 42.805667° с. ш. 25.320472° и. д.                                                                 |